# Tinnerbäcksbadet

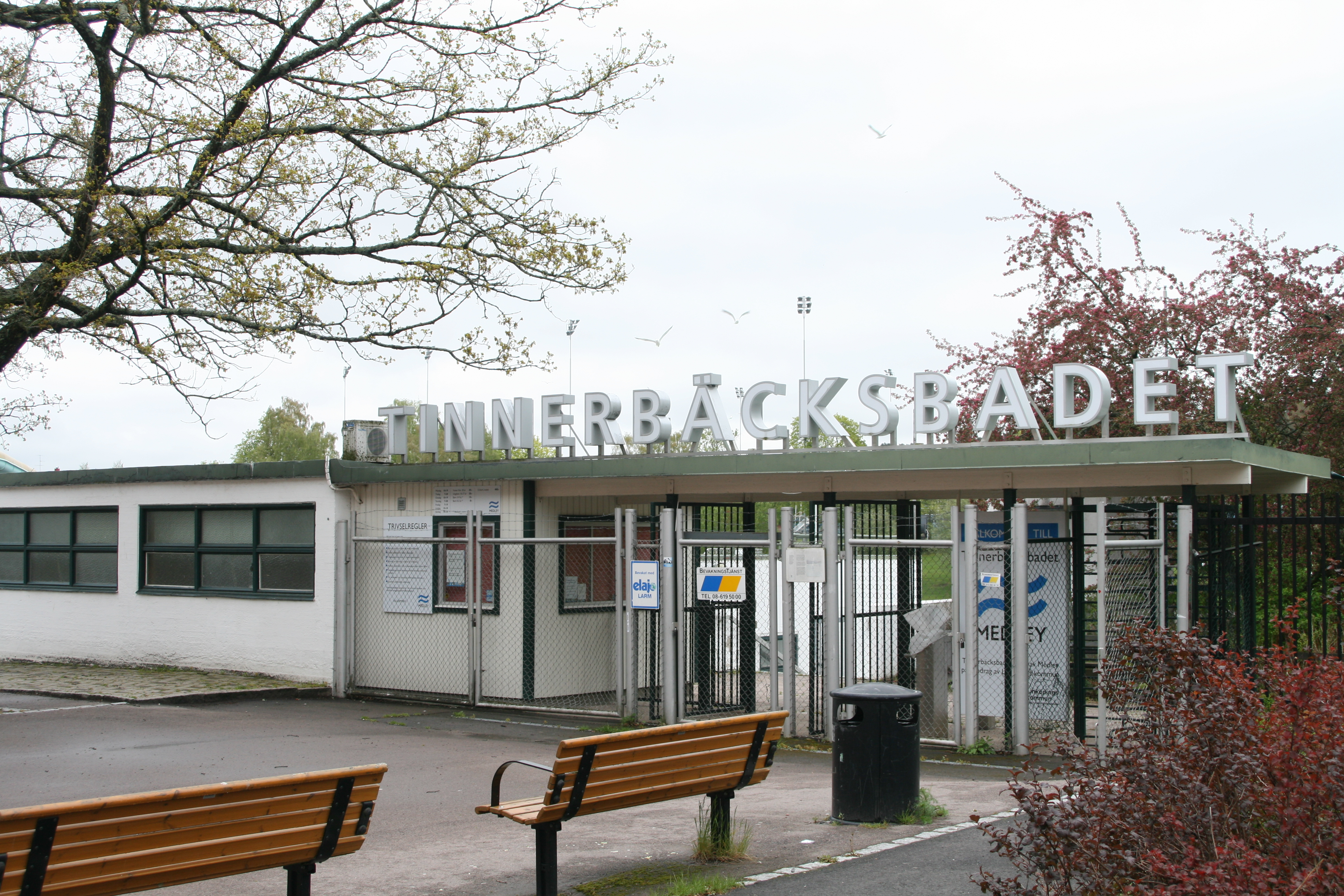
Tinnerbäcksbadets entré

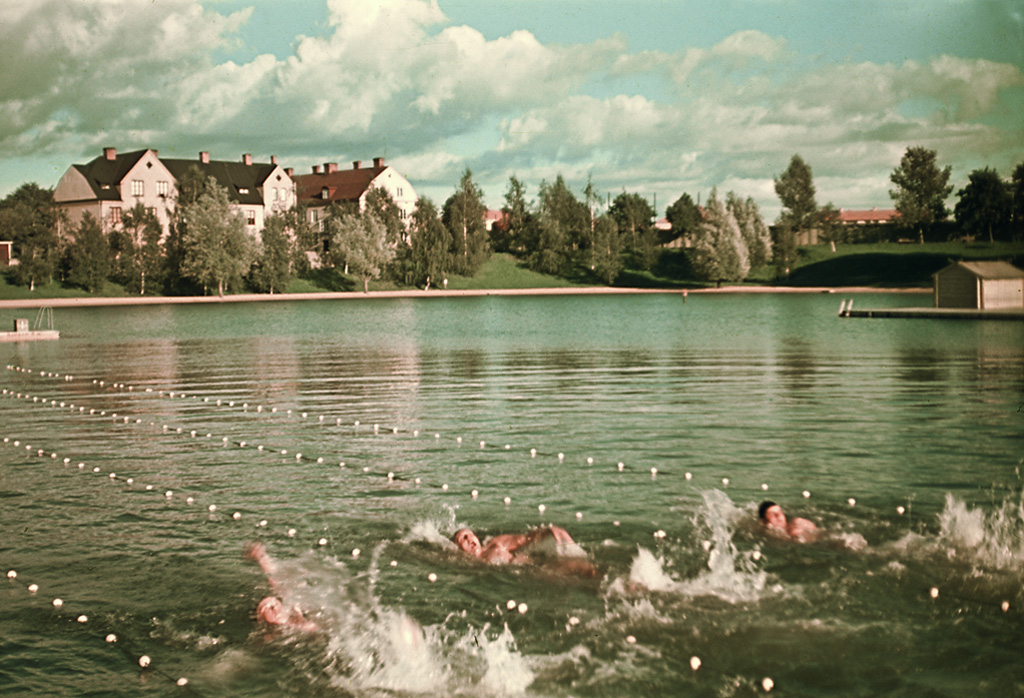
Badsjön 1943

Tinnerbäcksbadet, Tinnis, är ett kommunalt utomhusbad i centrala Linköping. Badet ligger i anslutning till Linköpings simhall och den nedlagda Folkungavallen. Anläggningen består av en tempererad 50-metersbassäng med tillhörande omklädningsrum och kiosk samt en konstgjord badsjö. Anläggning drivs av företaget Medley på uppdrag av Linköpings kommun. Fastigheten, byggnaderna, bassängen och badsjön ägs av Lejonfastigheter. Anläggningens namn kommer från Tinnerbäcken som rinner i närheten.
Badet invigdes i juni 1938 och hade då Sveriges första 50-metersbassäng. Anläggningen byggdes till en kostnad av 350 000 kronor. Under många år användes anläggningens badsjö som skridskobana vintertid. 1949 förlades en landskamp i bandy mellan Sverige och Finland till badsjön. Isen visade sig dock inte hålla och matchen fick avbrytas efter bara några minuter.
Föreningarna Linköpings Allmänna Simsällskap och Linköpings simidrottsförening är verksamma på Tinnerbäcksbadet.